# شبه‌جزیره بوشهر
شبه‌جزیرهٔ بوشهر شبه‌جزیره‌ای در خلیج فارس است که شهر بوشهر بر آن واقع شده‌است. خلیج بوشهر در کنار این شبه‌جزیره قرار دارد. طول آن حدود ۱۵ کیلومتر و عرض آن بین ۲ الی ۴ کیلومتر است.
بوشهر فقط از سمت شرق به خشکی راه دارد که در این قسمت جادهٔ ورودی به شهر به نام جادهٔ شیراز - بوشهر قرار دارد. شبه‌جزیره بوشهر در مقابل جزیره‌های عباسک، نگین، صدف و صدرا قرار دارد.

## پیشینه
براساس حفاری‌های باستان‌شناسی موریس پزار (باستان‌شناس فرانسوی) در سال ۱۹۱۳ میلادی که در مناطق گل پیل، امامزاده، و سبزآباد انجام شد، حدس زده شد که در دورهٔ عیلامیان به این شبه‌جزیره لیان گفته می‌شده‌است. به‌گفتهٔ برخی از محققان بوشهری، کلمهٔ لیان یک واژهٔ بابلی و به‌معنای «آفتاب درخشان» است.